# Dov Frohman

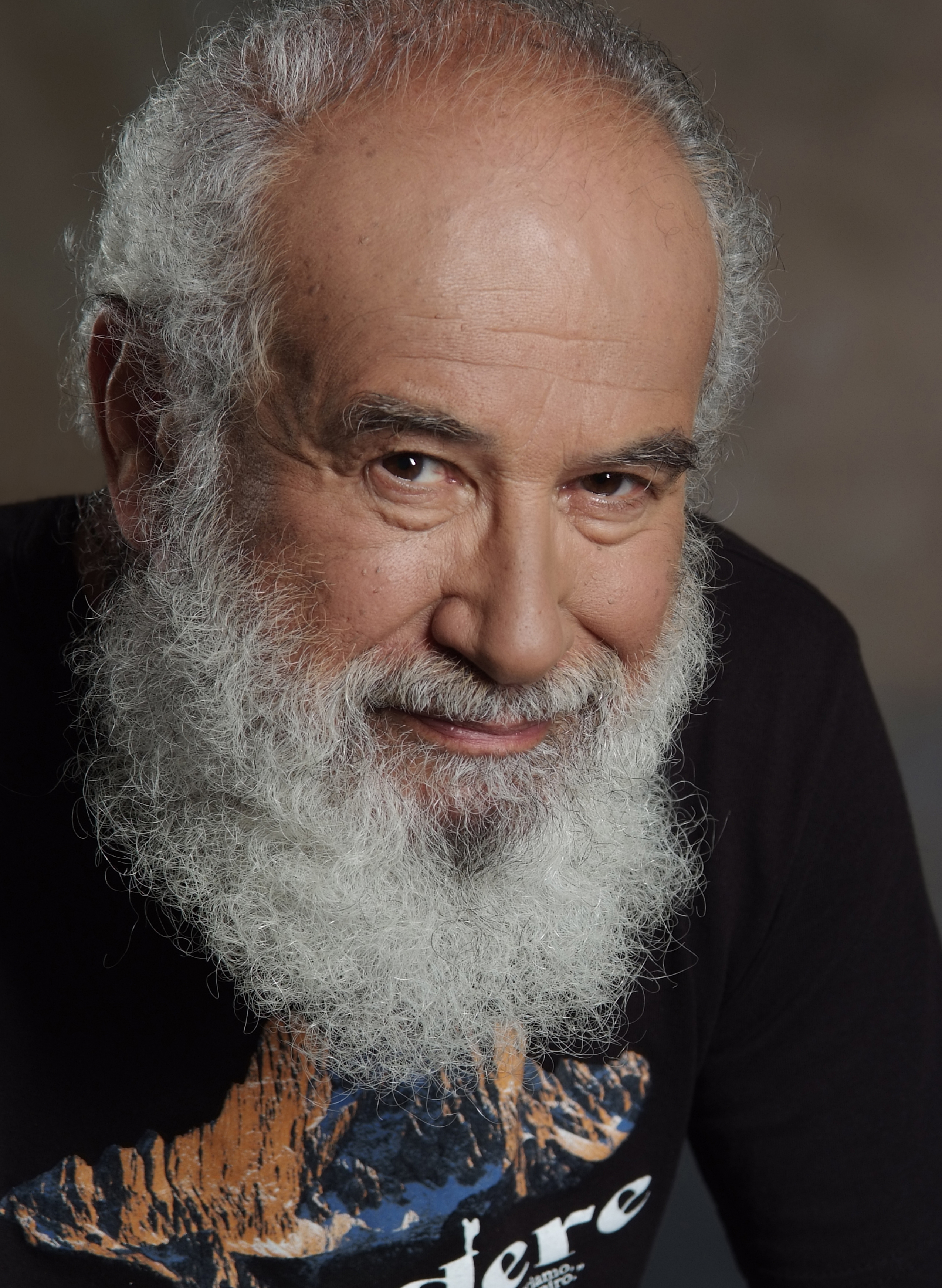
Dov Frohman.

 'Dov Frohman' (Hebrew: דב פרוהמן) (también conocido como Dov Frohman-Bentchkowsky) es un ingeniero eléctrico israelí y directivo empresarial. Antiguo vicepresidente de Intel Corporation, es el inventor del módulo de memoria programable de solo lectura (EPROM) y el fundador y primer director general de Intel Israel. También es el autor (con Robert Howard) del libro Leadership the Hard Way (Jossey-Bass, 2008).

## Infancia en tiempos de guerra
Nació el 28 de marzo de 1939 en Ámsterdam, cinco meses antes del comienzo de la Segunda Guerra Mundial. Sus padres se llamaban Abraham y Feijga Frohman, judíos polacos que habían emigrado a los Países Bajos en la década de 1930 para escapar del creciente antisemitismo en Polonia. En 1942, después de la invasión alemana de los Países Bajos y como el agarre de los nazis en la comunidad judía de Holanda apretados, sus padres decidieron dar a su hijo a los conocidos en la resistencia neerlandesa que lo colocaba con el Tilborghs Van, una familia de granjeros cristianos ortodoxos que vivían en el pueblo de Sprang Capelle en la región de Noord-Brabant, cerca de la frontera belga. El Tilborghs, Van Frohman escondió durante la duración de la guerra. Sus padres murieron en el Holocausto.
Ubicado junto a sus familiares en Palestina después de la guerra, Frohman pasó unos años en los orfanatos para niños judíos cuyos padres habían muerto en la guerra, antes de emigrar a Israel en 1949 después de la fundación del estado judío. Adoptado por los familiares, se crio en Tel Aviv, servido en el ejército israelí, y en 1959, se matriculó en el Technion - Israel Institute of Technology, para estudiar ingeniería eléctrica.

## La invención de la EPROM
Después de graduarse en el Technion, en 1963, Frohman viajó a los Estados Unidos para estudiar su maestría y doctorado en la Universidad de California, Berkeley. Después de recibir su maestría en 1965, tomó un trabajo en la I + D de los laboratorios de Fairchild Semiconductor, un caldo de cultivo de muchas de las primeras empresas de Silicon Valley. En 1969, después de completar su doctorado, siguió exgerentes de Fairchild Gordon Moore, Robert Noyce, y Andrew Grove de Intel Corporation, que había fundado el año anterior.
Fue mientras solucionaba un fallo en un producto de Intel a principios Frohman que en 1970 desarrolló el concepto de la EPROM, la memoria de semiconductores en primer lugar que era a la vez fácilmente borrable y reprogramable. En ese momento, se trataba esencialmente de dos tipos de memoria de semiconductores. Memoria de acceso aleatorio (RAM) de los chips eran fáciles de programar, pero un chip se pierde su carga (y por lo tanto, la información codificada en el chip) cuando la fuente de alimentación se ha desactivado. En la jerga de la industria, los chips de memoria RAM eran volátiles. Memoria de sólo lectura (ROM) de chips, por el contrario, fueron no volátil, es decir, la información codificada en el chip se fija e inmutable. Pero el proceso de la memoria ROM de programación fue largo y engorroso. Normalmente, los datos tenían que ser "quemados" en la fábrica: físicamente integrados en el chip a través de un proceso llamado "enmascaramiento" que generalmente tardaba semanas en completarse. Y, una vez programada, los datos en el chip ROM no puede ser alterado.
La EPROM combinado lo mejor de ambos mundos. Como ROM, que no era volátil. Pero, como RAM, que era fácilmente reprogammable. Fue el catalizador de toda una línea de innovación y desarrollo que finalmente llevó a día de hoy omnipresente tecnología de memoria flash. La EPROM también fue una innovación clave en lo que se convirtió en la industria del ordenador personal, que fundador de Intel Gordon Moore ha denominado "tan importante en el desarrollo de la micro industria, el microprocesador en sí." sigue siendo el producto más rentable de Intel y en la década de 1980.

## Creación de Intel Israel
Después de la invención de la EPROM, Frohman deja Intel para enseñar ingeniería eléctrica en la Universidad de Ciencia y Tecnología de Kumasi, Ghana. Volvió a Intel en 1973, pero su visión a largo plazo era volver a Israel para crear un centro de investigación de alta tecnología allí. Así, en 1974, regresó a Israel, donde él ayudó a Intel de establecer un pequeño chip de diseño centro de Intel en Haifa-la primera fuera de los Estados Unidos. A su regreso a Israel, Frohman enseñó en la Escuela de Ciencias Aplicadas de la Universidad Hebrea (que finalmente llegó a dirigir) y la consulta a Intel en el lateral. Pero en 1985, después de haber negociado para Intel con el Gobierno de Israel de establecer una planta de fabricación de semiconductores en Jerusalén, la primera de Intel fuera de Estados Unidos, dejó la Universidad Hebrea para convertirse en director general de Intel Israel.
Durante los próximos quince años, Frohman ha trabajado para establecer Intel Israel como un importante centro mundial de excelencia para Intel Corporation. En 1991, durante la Primera Guerra del Golfo, cuando Irak de Saddam Hussein atacó a Israel con misiles Scud, Frohman Intel Israel mantiene abierto a pesar de las recomendaciones de la autoridad civil de Defensa de Israel que todos los negocios no esenciales cerraran. Como resultado, Intel Israel fue uno de los pocos negocios y la actividad de fabricación único en el país a permanecer abiertos durante toda la guerra. (Frohman ha descrito su experiencia durante la guerra en un artículo en la Harvard Business Review.) En 1995, dirigió los esfuerzos de Intel para establecer una segunda fab semiconductores en Israel, en la ciudad de Qiryat Gat en el sur de Israel el borde del desierto del Negev.
Hoy, Intel Israel es la sede de la corporación global de I + D para la tecnología inalámbrica (que se desarrolló Centrino de la compañía de tecnología informática móvil, que los poderes de millones de computadoras portátiles en todo el mundo) y es responsable del diseño de los microprocesadores más avanzados de la empresa. También es un importante centro de fabricación de chips. En 2008, la empresa abrió un segundo fab semiconductores en Qiryat Gat, una de las instalaciones más avanzadas en el mundo. Una inversión de US $ 3,5 mil millones, el proyecto fue el mayor proyecto de construcción en la historia del Estado de Israel. Con alrededor de siete mil empleados (prevé llegar a cerca de diez mil a finales de 2008), Intel Israel es el mayor empleador privado del país. En 2007, las exportaciones de Intel Israel totalizó $ 1.4 mil millones y representaron aproximadamente el 8,5 por ciento de las exportaciones totales de la electrónica de Israel y de la industria de la información (que a su vez igualado a un cuarto del total de exportaciones industriales de Israel-el porcentaje más alto de la alta tecnología en cualquier parte del mundo).

## Vida de Hoy
Frohman se retiró de Intel en 2001. En la actualidad, divide su tiempo entre su casa en Jerusalén y en su casa de vacaciones en las montañas Dolomitas de Italia. Entre sus muchos proyectos en curso es un plan para crear un Centro de Pensamiento Alternativo, en un sitio cerca del Kibutz Sde Boker, en el desierto del Néguev.

## Premios y honores
Frohman ha recibido numerosos premios en honor a su producción científica, técnica, y los logros de los negocios.
- En 1986, él era el beneficiario de la IEEE Jack Morton premio por sus logros meritorios en el campo de los dispositivos de estado sólido.
- En 1991, fue galardonado con el Premio Israel de ciencias exactas.
- En 2008, Edison recibió la Medalla de la IEEE, en honor a una carrera de logros meritorios en ingeniería eléctrica.
- En 2009, fue exaltado al Salón de la Fama de Inventores Nacionales.

1. ↑  Página oficial del libro Leadership the Hard Way

- Datos: Q718609